# Lauderdale Lakes (Florida)
Lauderdale Lakes város az Amerikai Egyesült Államok Florida államában, Broward megyében. Lakosainak száma 35 954 fő (2020. április 1.).

## Története
Lauderdale Lakes városát 1961. június 22-én alapították. A 20. század végétől a település túlnyomórészt karibi és afroamerikai közösséggé vált.

## Népesség
A település népességének változása:

| 2010 | 32 593 |
| 2020 | 35 954 |